# Soubré
Soubré – miasto na Wybrzeżu Kości Słoniowej, w regionie Bas Sassandra. Według danych szacunkowych na rok 2008 liczy 97 829 mieszkańców.